# Einsatzausbildung
Einsatzausbildung (auch Einsatztraining) ist die realitätsnahe Darstellung von Einsätzen im Rahmen der Ausbildung von Feuerwehr, Rettungsdienst, Polizei, Justizvollzug, Zoll und Militär. Entscheidende Kriterien bei der Einsatzausbildung sind: Realistische Darstellung eines gesamten Szenarios, einsatztypischer Stress, dynamische Entwicklung der Lage entsprechend den getroffenen Maßnahmen, Interaktion mit anderen Einsatzkräften und nicht nur das Ausbilden einer einzelnen Fertigkeit.
Der oder die handelnden Einsatzkräfte müssen in einem 1:1-Zeitfenster Entscheidungen treffen, Maßnahmen einleiten und deren Erfolg überprüfen. Die Einsatzausbildung führt die im Vorfeld einzeln gelernten Vorgehensweisen, Maßnahmen, Taktiken in einem Szenario zusammen.

## Polizei

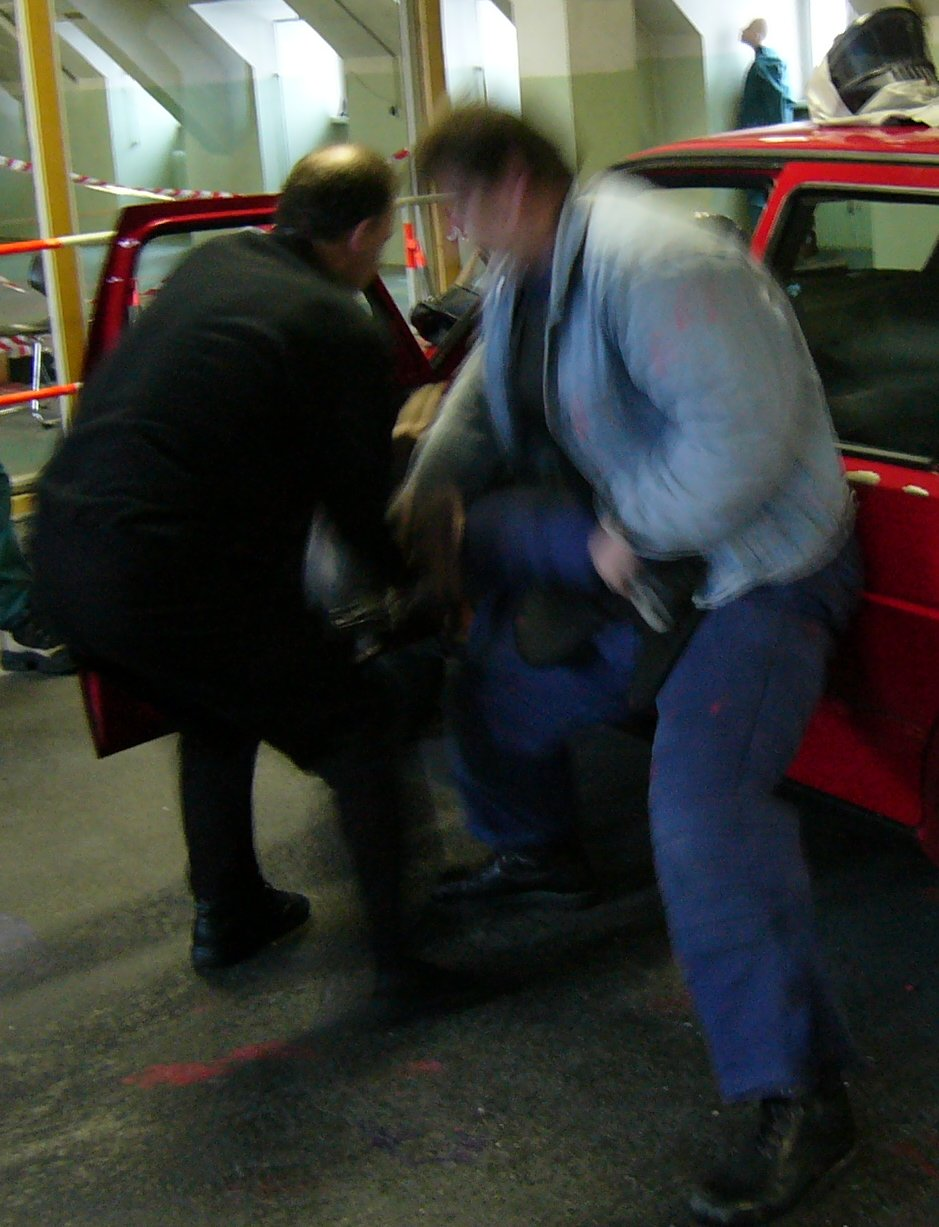
Verbringen einer Person aus einem Kraftfahrzeug unter Anwendung Unmittelbaren Zwangs (Vorführung)

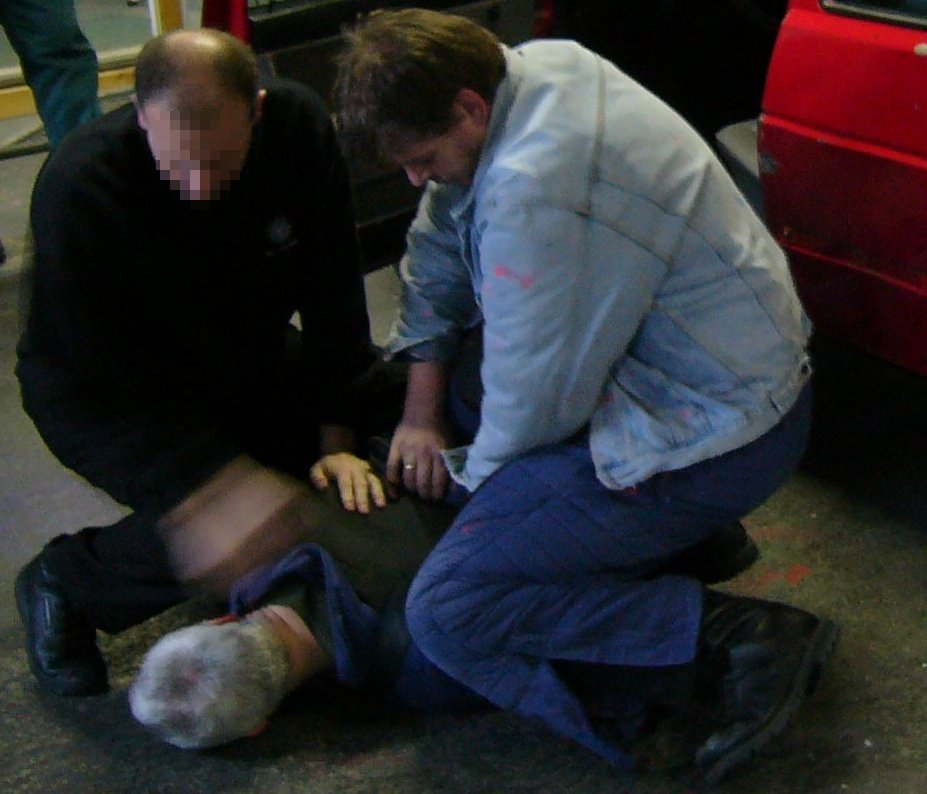
Fixierung einer Person auf dem Boden unter Anwendung Unmittelbaren Zwangs (Vorführung)

Die Einsatzausbildung ist ein praktisches Ausbildungs- und Prüfungsfach bei deutschen Polizeien, in dem theoretisch erlernte Inhalte in die Praxis umgesetzt werden. Dies geschieht in Anlehnung an den polizeilichen Alltag sowie an denkbare Szenarien.
Dabei werden Situationen gestellt, die ein Beamter in Ausbildung in jeder Hinsicht korrekt zu bearbeiten hat, sei es aus der rechtlichen, der sachlichen, der organisatorischen oder der vorgangsorientierten Sicht (letzteres: Polizeidienstkunde inklusive der Eigensicherung). Es wird darauf Wert gelegt, dass der Polizeischüler die Situation so abwickelt, als würde sie in Wirklichkeit stattfinden. Dies beinhaltet Übungswachen, echte Fahrzeuge, aggressive Störer und die Verwendung von Einsatzmitteln. Die Einsatzmittel (speziell die Bewaffnung) sind dabei in der Regel wirkungslose Attrappen, um keine Kollegen zu verletzen.
Deswegen beginnt die Einsatzausbildung mit dem Überprüfen der persönlichen Ausrüstung sowie aller anderen Führungs- und Einsatzmittel. Danach bekommt der eingesetzte Beamte einen typischen Einsatzfall übermittelt, den er dann zu bearbeiten hat. Bei der Bearbeitung wird dann von den Ausbildern überwacht, ob der Schüler korrekt handelt. Diese Beobachtung erstreckt sich auf rechtliche Belange, auf eine korrekte und höfliche Behandlung des Beteiligten. Manche Ausbildungsstätten filmen die Handlung.
Nach Abschluss eines solchen Falles findet oftmals eine Nachbesprechung statt, bei der der Schüler sich der Kritik der Ausbilder stellt.
Bei der Bayerischen Polizei ist Einsatzausbildung Prüfungsfach für die Laufbahnprüfung im mittleren und gehobenen Dienst.

## Feuerwehr

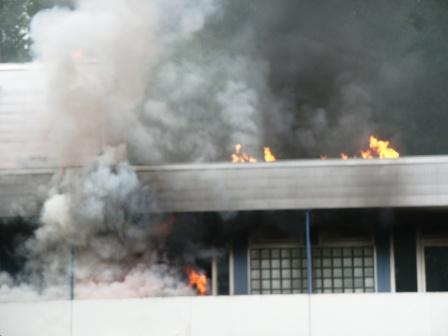
Darstellen eines Dachstuhlbrandes bei einer Übung

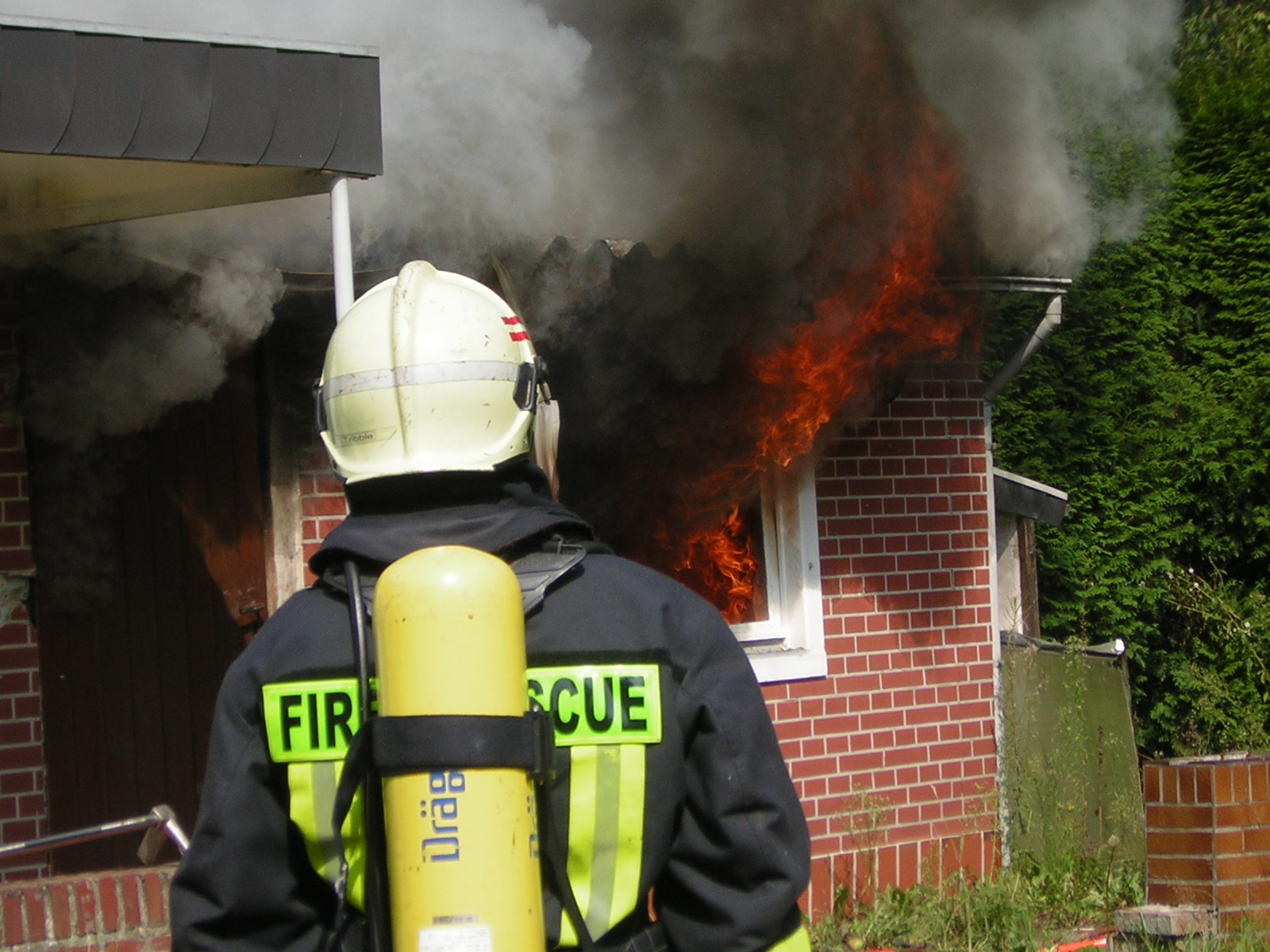
Lagedarstellung bei einer Feuerwehrübung mit Geräten aus dem Bereich der Spezialeffekte

Im Bereich der Feuerwehren gestaltet sich die Lagedarstellung bei Bränden und Verkehrsunfällen wesentlich aufwendiger und schwieriger. Die Darstellung eines Brandes in einer Ausbildungssituation muss jederzeit kontrollierbar sein und besteht nicht aus dem einfachen Anzünden von Gegenständen. Hier unterscheidet sich die Einsatzausbildung entscheidend.
Brandübungen (auch als heiße Übungen bezeichnet) finden auf lokaler/kommunaler Ebene u. a. mit mobilen Brandsimulationsanlagen statt. Bei den Landesfeuerwehrschulen werden hierfür regelmäßig feste Brandhäuser vorgehalten. Ziele der Einsatzübungen mittels solcher Simulationsanlagen ist es, die Feuerwehrleute auszubilden, mit den körperlichen und psychischen Belastungen, die im Einsatz vorherrschen können, umzugehen sowie die Ausbildung von Atemschutzgeräteträgern und die Brandbekämpfung unter realistischen Bedingungen zu üben.
Im Bereich der Technischen Hilfeleistung wird – gegebenenfalls unter Verwendung der realistischen Unfalldarstellung – insbesondere die Patientengerechte Rettung mithilfe des Hydraulischen Rettungssatzes sowie Maßnahmen im Rahmen von Gefahrgutunfällen geübt.

## Rettungsdienst
Im Bereich Rettungsdienst ist die Patientensimulation die verbreitetste Form der Einsatzausbildung. Um bei der Einsatzausbildung den einsatztypischen Stress hervorzurufen, bedarf es einer realistischen Lagedarstellung. Im medizinischen Bereich wird dazu die realistische Unfalldarstellung verwendet.

## Bundeswehr
Eine Art Einsatzausbildung absolvieren alle Soldaten, die in den Auslandseinsatz gehen.
Die Auslandsvorausbildung besteht aus mehreren Teilen die aufeinander aufbauen, z. B. der Peace-Support-Operation-Ausbildung (PSO) und der Zentralen Truppenausbildung (ZenTrA) in Wildflecken.
Bei diesen Lehrgängen wird dem Soldaten das nötige „Handwerkszeug“ beigebracht, dass hinterher in kleinen Übungen abgerufen wird. Meist werden die Situationen zuvor am Sandkasten angesprochen, bevor diese dann im Gruppen-/Zugrahmen durchlaufen werden. Im Anschluss werden diese durchgesprochen und bessere Lösungsmöglichkeiten vermittelt.